# Mistrovství Evropy v házené mužů 2002
5. mistrovství Evropy v házené se konalo 25. ledna až 3. února 2002 ve Švédsku.
Mistrovství se zúčastnilo 16 mužstev, rozdělených do dvou šestičlenných skupin, z nichž první dva týmy postoupily do semifinálových bojů. Mistrem Evropy se stal tým Švédska, který ve finále porazil tým Španělska. Třetí místo obsadil tým Německa.

## Místo konání
| Göteborg         | Helsingborg     | Skövde          | Jönköping        | Västerås        | Stockholm        |
| ---------------- | --------------- | --------------- | ---------------- | --------------- | ---------------- |
| Scandinavium     | Idrottens Hus   | Arena Skövde    | Husqvarna Garden | Västeråshallen  | Globen Arena     |
| Kapacita: 12 000 | Kapacita: 2 700 | Kapacita: 2 200 | Kapacita: 7 000  | Kapacita: 5 000 | Kapacita: 14 500 |
|                  |                 |                 |                  |                 |                  |

## Základní kola

### Skupina A
| Poř. | tým      | Z | V | R | P | VB | OB | +/− | B | výsledek                 |
| ---- | -------- | - | - | - | - | -- | -- | --- | - | ------------------------ |
| 1.   | Švédsko  | 3 | 3 | 0 | 0 | 86 | 63 | +23 | 6 | postup do hlavní skupiny |
| 2.   | Česko    | 3 | 2 | 0 | 1 | 77 | 82 | −5  | 4 | postup do hlavní skupiny |
| 3.   | Ukrajina | 3 | 1 | 0 | 2 | 78 | 80 | −2  | 2 | postup do hlavní skupiny |
| 4.   | Polsko   | 3 | 0 | 0 | 3 | 67 | 83 | −16 | 0 |                          |

| 25. ledna 2002 | Polsko | 24–25 | Česko | Scandinavium, Göteborg |
| 25. ledna 2002 | (9–11) |       |       | Scandinavium, Göteborg |
| 25. ledna 2002 | Report |       |       | Scandinavium, Göteborg |

| 25. ledna 2002 | Švédsko | 27–21 | Ukrajina | Scandinavium, Göteborg |
| 25. ledna 2002 | (11–9)  |       |          | Scandinavium, Göteborg |
| 25. ledna 2002 | Report  |       |          | Scandinavium, Göteborg |

| 26. ledna 2002 | Česko   | 22–31 | Švédsko | Scandinavium, Göteborg |
| 26. ledna 2002 | (12–14) |       |         | Scandinavium, Göteborg |
| 26. ledna 2002 | Report  |       |         | Scandinavium, Göteborg |

| 26. ledna 2002 | Ukrajina | 30–23 | Polsko | Scandinavium, Göteborg |
| 26. ledna 2002 | (13–13)  |       |        | Scandinavium, Göteborg |
| 26. ledna 2002 | Report   |       |        | Scandinavium, Göteborg |

| 27. ledna 2002 | Ukrajina | 27–30 | Česko | Scandinavium, Göteborg |
| 27. ledna 2002 | (12–16)  |       |       | Scandinavium, Göteborg |
| 27. ledna 2002 | Report   |       |       | Scandinavium, Göteborg |

| 27. ledna 2002 | Švédsko | 28–20 | Polsko | Scandinavium, Göteborg |
| 27. ledna 2002 | (12–12) |       |        | Scandinavium, Göteborg |
| 27. ledna 2002 | Report  |       |        | Scandinavium, Göteborg |

### Skupina B
| Poř. | tým         | Z | V | R | P | VB | OB | +/− | B | výsledek                 |
| ---- | ----------- | - | - | - | - | -- | -- | --- | - | ------------------------ |
| 1.   | Dánsko      | 3 | 2 | 1 | 0 | 81 | 71 | +10 | 5 | postup do hlavní skupiny |
| 2.   | Rusko       | 3 | 2 | 1 | 0 | 80 | 70 | +10 | 5 | postup do hlavní skupiny |
| 3.   | Portugalsko | 3 | 1 | 0 | 2 | 65 | 70 | −5  | 2 | postup do hlavní skupiny |
| 4.   | Izrael      | 3 | 0 | 0 | 3 | 67 | 82 | −15 | 0 |                          |

| 25. ledna 2002 | Portugalsko | 26–15 | Izrael | Idrottens Hus, Helsingborg |
| 25. ledna 2002 | (12–6)      |       |        | Idrottens Hus, Helsingborg |
| 25. ledna 2002 | Report      |       |        | Idrottens Hus, Helsingborg |

| 25. ledna 2002 | Rusko   | 25–25 | Dánsko | Idrottens Hus, Helsingborg |
| 25. ledna 2002 | (12–13) |       |        | Idrottens Hus, Helsingborg |
| 25. ledna 2002 | Report  |       |        | Idrottens Hus, Helsingborg |

| 26. ledna 2002 | Izrael  | 26–27 | Rusko | Idrottens Hus, Helsingborg |
| 26. ledna 2002 | (11–16) |       |       | Idrottens Hus, Helsingborg |
| 26. ledna 2002 | Report  |       |       | Idrottens Hus, Helsingborg |

| 26. ledna 2002 | Dánsko  | 27–20 | Portugalsko | Idrottens Hus, Helsingborg |
| 26. ledna 2002 | (10–10) |       |             | Idrottens Hus, Helsingborg |
| 26. ledna 2002 | Report  |       |             | Idrottens Hus, Helsingborg |

| 27. ledna 2002 | Rusko  | 28–19 | Portugalsko | Idrottens Hus, Helsingborg |
| 27. ledna 2002 | (17–7) |       |             | Idrottens Hus, Helsingborg |
| 27. ledna 2002 | Report |       |             | Idrottens Hus, Helsingborg |

| 27. ledna 2002 | Dánsko | 29–26 | Izrael | Idrottens Hus, Helsingborg |
| 27. ledna 2002 | (14–8) |       |        | Idrottens Hus, Helsingborg |
| 27. ledna 2002 | Report |       |        | Idrottens Hus, Helsingborg |

### Skupina C
| Poř. | tým       | Z | V | R | P | VB | OB | +/− | B | výsledek                 |
| ---- | --------- | - | - | - | - | -- | -- | --- | - | ------------------------ |
| 1.   | Island    | 3 | 2 | 1 | 0 | 88 | 71 | +17 | 5 | postup do hlavní skupiny |
| 2.   | Španělsko | 3 | 2 | 1 | 0 | 73 | 66 | +7  | 5 | postup do hlavní skupiny |
| 3.   | Slovinsko | 3 | 0 | 1 | 2 | 79 | 90 | −11 | 1 | postup do hlavní skupiny |
| 4.   | Švýcarsko | 3 | 0 | 1 | 2 | 78 | 91 | −13 | 1 |                          |

| 25. ledna 2002 | Slovinsko | 34–34 | Švýcarsko | Arena Skövde, Skövde |
| 25. ledna 2002 | (18–16)   |       |           | Arena Skövde, Skövde |
| 25. ledna 2002 | Report    |       |           | Arena Skövde, Skövde |

| 25. ledna 2002 | Španělsko | 24–24 | Island | Arena Skövde, Skövde |
| 25. ledna 2002 | (9–13)    |       |        | Arena Skövde, Skövde |
| 25. ledna 2002 | Report    |       |        | Arena Skövde, Skövde |

| 26. ledna 2002 | Island  | 31–25 | Slovinsko | Arena Skövde, Skövde |
| 26. ledna 2002 | (15–11) |       |           | Arena Skövde, Skövde |
| 26. ledna 2002 | Report  |       |           | Arena Skövde, Skövde |

| 26. ledna 2002 | Švýcarsko | 22–24 | Španělsko | Arena Skövde, Skövde |
| 26. ledna 2002 | (10–14)   |       |           | Arena Skövde, Skövde |
| 26. ledna 2002 | Report    |       |           | Arena Skövde, Skövde |

| 27. ledna 2002 | Island | 33–22 | Švýcarsko | Arena Skövde, Skövde |
| 27. ledna 2002 | (15–9) |       |           | Arena Skövde, Skövde |
| 27. ledna 2002 | Report |       |           | Arena Skövde, Skövde |

| 27. ledna 2002 | Španělsko | 25–20 | Slovinsko | Arena Skövde, Skövde |
| 27. ledna 2002 | (11–7)    |       |           | Arena Skövde, Skövde |
| 27. ledna 2002 | Report    |       |           | Arena Skövde, Skövde |

### Skupina D
| Poř. | tým        | Z | V | R | P | VB | OB | +/− | B | výsledek                 |
| ---- | ---------- | - | - | - | - | -- | -- | --- | - | ------------------------ |
| 1.   | Německo    | 3 | 2 | 1 | 0 | 68 | 57 | +11 | 5 | postup do hlavní skupiny |
| 2.   | Francie    | 3 | 2 | 1 | 0 | 66 | 62 | +4  | 5 | postup do hlavní skupiny |
| 3.   | Jugoslávie | 3 | 1 | 0 | 2 | 75 | 71 | +4  | 2 | postup do hlavní skupiny |
| 4.   | Chorvatsko | 3 | 0 | 0 | 3 | 70 | 89 | −19 | 0 |                          |

| 25. ledna 2002 | Chorvatsko | 22–34 | Jugoslávie | Husqvarna Garden, Jönköping |
| 25. ledna 2002 | (10–17)    |       |            | Husqvarna Garden, Jönköping |
| 25. ledna 2002 | Report     |       |            | Husqvarna Garden, Jönköping |

| 25. ledna 2002 | Francie | 15–15 | Německo | Husqvarna Garden, Jönköping |
| 25. ledna 2002 | (8–8)   |       |         | Husqvarna Garden, Jönköping |
| 25. ledna 2002 | Report  |       |         | Husqvarna Garden, Jönköping |

| 26. ledna 2002 | Jugoslávie | 20–22 | Francie | Husqvarna Garden, Jönköping |
| 26. ledna 2002 | (9–14)     |       |         | Husqvarna Garden, Jönköping |
| 26. ledna 2002 | Report     |       |         | Husqvarna Garden, Jönköping |

| 26. ledna 2002 | Německo | 26–21 | Chorvatsko | Husqvarna Garden, Jönköping |
| 26. ledna 2002 | (13–9)  |       |            | Husqvarna Garden, Jönköping |
| 26. ledna 2002 | Report  |       |            | Husqvarna Garden, Jönköping |

| 27. ledna 2002 | Německo | 27–21 | Jugoslávie | Husqvarna Garden, Jönköping |
| 27. ledna 2002 | (14–11) |       |            | Husqvarna Garden, Jönköping |
| 27. ledna 2002 | Report  |       |            | Husqvarna Garden, Jönköping |

| 27. ledna 2002 | Francie | 29–27 | Chorvatsko | Husqvarna Garden, Jönköping |
| 27. ledna 2002 | (10–12) |       |            | Husqvarna Garden, Jönköping |
| 27. ledna 2002 | Report  |       |            | Husqvarna Garden, Jönköping |

### Skupina 1
| Poř. | tým         | Z | V | R | P | VB  | OB  | +/− | B | výsledek             |
| ---- | ----------- | - | - | - | - | --- | --- | --- | - | -------------------- |
| 1.   | Dánsko      | 5 | 4 | 1 | 0 | 131 | 113 | +18 | 9 | postup do semifinále |
| 2.   | Švédsko     | 5 | 4 | 0 | 1 | 141 | 118 | +23 | 8 | postup do semifinále |
| 3.   | Rusko       | 5 | 3 | 1 | 1 | 139 | 118 | +21 | 7 | o 5. místo           |
| 4.   | Česko       | 5 | 2 | 0 | 3 | 126 | 145 | −19 | 4 | o 7. místo           |
| 5.   | Portugalsko | 5 | 1 | 0 | 4 | 116 | 134 | −18 | 2 | o 9. místo           |
| 6.   | Ukrajina    | 5 | 0 | 0 | 5 | 112 | 137 | −25 | 0 | o 11. místo          |

| 29. ledna 2002 | Ukrajina | 23–28 | Portugalsko | Scandinavium, Göteborg |
| 29. ledna 2002 | (11–14)  |       |             | Scandinavium, Göteborg |
| 29. ledna 2002 | Report   |       |             | Scandinavium, Göteborg |

| 29. ledna 2002 | Česko   | 25–31 | Dánsko | Scandinavium, Göteborg |
| 29. ledna 2002 | (10–18) |       |        | Scandinavium, Göteborg |
| 29. ledna 2002 | Report  |       |        | Scandinavium, Göteborg |

| 29. ledna 2002 | Švédsko | 30–26 | Rusko | Scandinavium, Göteborg |
| 29. ledna 2002 | (18–14) |       |       | Scandinavium, Göteborg |
| 29. ledna 2002 | Report  |       |       | Scandinavium, Göteborg |

| 30. ledna 2002 | Česko  | 20–29 | Rusko | Scandinavium, Göteborg |
| 30. ledna 2002 | (8–12) |       |       | Scandinavium, Göteborg |
| 30. ledna 2002 | Report |       |       | Scandinavium, Göteborg |

| 30. ledna 2002 | Ukrajina | 17–21 | Dánsko | Scandinavium, Göteborg |
| 30. ledna 2002 | (7–11)   |       |        | Scandinavium, Göteborg |
| 30. ledna 2002 | Report   |       |        | Scandinavium, Göteborg |

| 30. ledna 2002 | Švédsko | 27–22 | Portugalsko | Scandinavium, Göteborg |
| 30. ledna 2002 | (15–12) |       |             | Scandinavium, Göteborg |
| 30. ledna 2002 | Report  |       |             | Scandinavium, Göteborg |

| 31. ledna 2002 | Česko   | 29–27 | Portugalsko | Scandinavium, Göteborg |
| 31. ledna 2002 | (14–14) |       |             | Scandinavium, Göteborg |
| 31. ledna 2002 | Report  |       |             | Scandinavium, Göteborg |

| 31. ledna 2002 | Ukrajina | 24–31 | Rusko | Scandinavium, Göteborg |
| 31. ledna 2002 | (10–12)  |       |       | Scandinavium, Göteborg |
| 31. ledna 2002 | Report   |       |       | Scandinavium, Göteborg |

| 31. ledna 2002 | Švédsko | 26–27 | Dánsko | Scandinavium, Göteborg |
| 31. ledna 2002 | (14–11) |       |        | Scandinavium, Göteborg |
| 31. ledna 2002 | Report  |       |        | Scandinavium, Göteborg |

### Skupina 2
| Poř. | tým        | Z | V | R | P | VB  | OB  | +/− | B | výsledek             |
| ---- | ---------- | - | - | - | - | --- | --- | --- | - | -------------------- |
| 1.   | Island     | 5 | 3 | 2 | 0 | 144 | 125 | +19 | 8 | postup do semifinále |
| 2.   | Německo    | 5 | 3 | 1 | 1 | 116 | 111 | +5  | 7 | postup do semifinále |
| 3.   | Francie    | 5 | 2 | 2 | 1 | 123 | 109 | +14 | 6 | o 5. místo           |
| 4.   | Španělsko  | 5 | 2 | 1 | 2 | 126 | 122 | +4  | 5 | o 7. místo           |
| 5.   | Jugoslávie | 5 | 0 | 1 | 4 | 118 | 147 | −29 | 1 | o 9. místo           |
| 6.   | Slovinsko  | 5 | 0 | 1 | 4 | 118 | 147 | −29 | 1 | o 11. místo          |

| 29. ledna 2002 | Island  | 26–26 | Francie | Västeråshallen, Västerås |
| 29. ledna 2002 | (14–12) |       |         | Västeråshallen, Västerås |
| 29. ledna 2002 | Report  |       |         | Västeråshallen, Västerås |

| 29. ledna 2002 | Slovinsko | 24–24 | Jugoslávie | Västeråshallen, Västerås |
| 29. ledna 2002 | (11–14)   |       |            | Västeråshallen, Västerås |
| 29. ledna 2002 | Report    |       |            | Västeråshallen, Västerås |

| 29. ledna 2002 | Španělsko | 18–19 | Německo | Västeråshallen, Västerås |
| 29. ledna 2002 | (9–8)     |       |         | Västeråshallen, Västerås |
| 29. ledna 2002 | Report    |       |         | Västeråshallen, Västerås |

| 30. ledna 2002 | Island  | 34–26 | Jugoslávie | Västeråshallen, Västerås |
| 30. ledna 2002 | (16–14) |       |            | Västeråshallen, Västerås |
| 30. ledna 2002 | Report  |       |            | Västeråshallen, Västerås |

| 30. ledna 2002 | Slovinsko | 28–31 | Německo | Västeråshallen, Västerås |
| 30. ledna 2002 | (12–12)   |       |         | Västeråshallen, Västerås |
| 30. ledna 2002 | Report    |       |         | Västeråshallen, Västerås |

| 30. ledna 2002 | Španělsko | 27–24 | Francie | Västeråshallen, Västerås |
| 30. ledna 2002 | (13–11)   |       |         | Västeråshallen, Västerås |
| 30. ledna 2002 | Report    |       |         | Västeråshallen, Västerås |

| 31. ledna 2002 | Španělsko | 32–35 | Jugoslávie | Västeråshallen, Västerås |
| 31. ledna 2002 | (15–15)   |       |            | Västeråshallen, Västerås |
| 31. ledna 2002 | Report    |       |            | Västeråshallen, Västerås |

| 31. ledna 2002 | Slovinsko | 21–36 | Francie | Västeråshallen, Västerås |
| 31. ledna 2002 | (10–19)   |       |         | Västeråshallen, Västerås |
| 31. ledna 2002 | Report    |       |         | Västeråshallen, Västerås |

| 31. ledna 2002 | Island  | 29–24 | Německo | Västeråshallen, Västerås |
| 31. ledna 2002 | (15–11) |       |         | Västeråshallen, Västerås |
| 31. ledna 2002 | Report  |       |         | Västeråshallen, Västerås |

### o 11. místo
| 2. února 2002 | Ukrajina | 34–29 | Slovinsko | Globen Arena, Stockholm |
| 2. února 2002 | (20–14)  |       |           | Globen Arena, Stockholm |
| 2. února 2002 | Report   |       |           | Globen Arena, Stockholm |

### o 9. místo
| 3. února 2002 | Portugalsko | 31–25 | Jugoslávie | Globen Arena, Stockholm |
| 3. února 2002 | (15–12)     |       |            | Globen Arena, Stockholm |
| 3. února 2002 | Report      |       |            | Globen Arena, Stockholm |

### o 7. místo
| 2. února 2002 | Česko   | 29–36 | Španělsko | Globen Arena, Stockholm |
| 2. února 2002 | (14–17) |       |           | Globen Arena, Stockholm |
| 2. února 2002 | Report  |       |           | Globen Arena, Stockholm |

### o 5. místo
| 3. února 2002 | Rusko   | 31–28 | Francie | Globen Arena, Stockholm |
| 3. února 2002 | (14–11) |       |         | Globen Arena, Stockholm |
| 3. února 2002 | Report  |       |         | Globen Arena, Stockholm |

### Semifinále
| 2. února 2002 | Švédsko | 33–22 | Island | Globen Arena, Stockholm |
| 2. února 2002 | (14–12) |       |        | Globen Arena, Stockholm |
| 2. února 2002 | Report  |       |        | Globen Arena, Stockholm |

| 2. února 2002 | Dánsko  | 23–28 | Německo | Globen Arena, Stockholm |
| 2. února 2002 | (12–13) |       |         | Globen Arena, Stockholm |
| 2. února 2002 | Report  |       |         | Globen Arena, Stockholm |

### o 3. místo
| 3. února 2002 | Dánsko  | 29–22 | Island | Globen Arena, Stockholm |
| 3. února 2002 | (13–11) |       |        | Globen Arena, Stockholm |
| 3. února 2002 | Report  |       |        | Globen Arena, Stockholm |

### Finále
| 3. února 2002 | Německo | 31–33 PP | Švédsko | Globen Arena, Stockholm |
| 3. února 2002 | (14–13) |          |         | Globen Arena, Stockholm |
| 3. února 2002 | Report  |          |         | Globen Arena, Stockholm |

## Konečné pořadí
| Zlatá medaile    | Švédsko     |
| Stříbrná medaile | Německo     |
| Bronzová medaile | Dánsko      |
| 4                | Island      |
| 5                | Rusko       |
| 6                | Francie     |
| 7                | Španělsko   |
| 8                | Česko       |
| 9                | Portugalsko |
| 10               | Jugoslávie  |
| 11               | Ukrajina    |
| 12               | Slovinsko   |
| 13               | Švýcarsko   |
| 14               | Izrael      |
| 15               | Polsko      |
| 16               | Chorvatsko  |